# Mads Bro Hansen
Mads Bro Hansen er tidligere fodboldspiller og nuværende salgschef i Vejle Boldklub. Han stoppede fodboldkarrieren i 2005 i Aalborg Boldspilklub efter en skade. Efterfølgende kom han til Vejle Boldklub som sælger og senere salgs- og sportschef. I 2016 skiftede han til en stilling som salgschef i AGF, inden han kort tid efter vendte tilbage til Vejle Boldklub som salgschef.

## Spillerkarriere
Mads Bro Hansen blev født i Galten den 25. januar 1976. Han startede karrieren i Galten FS, og kom sidenhen til akademiet i Silkeborg IF. Han skiftede til Haderslev FK i 1997, inden han blev Superligaens på daværende tidspunkt dyreste spiller da han blev solgt til Aalborg BK i 2001. I juli 2004 fik han en akillessene skade, der var så alvorligt at den i 2005 førte til at Mads Bro Hansen stoppede karrieren. Han blev efterfølgende tilknyttet Vejle Boldklub i en administrativ stilling som sælger.